# Dansa kvack kvack
Dansa kvack kvack är ett studioalbum från 1981 av det svenska dansbandet Curt Haagers. Sångaren Stefan Borsch medverkar som gästartist på låtarna "Vid en liten fiskehamn", "Här går jag nu igen" och "Nej aldrig (Oh No No)". Albumet placerade sig som bäst på femte plats på den svenska albumlistan.

## Låtlista

### Sida A
1. Die Fogelsong (Dance Little Bird)
2. Vill du följa med mej (Welcome to Australia)
3. Ramona
4. Vid en liten fiskehamn, sång: Stefan Borsch
5. Jag ville vakna vid din sida
6. Hur ska det sluta
7. Så vaknar alla gamla minnen inom mej

### Sida B
1. Hands Up
2. Här går jag nu igen, sång: Stefan Borsch
3. Är du här snart igen
4. Nej aldrig (Oh No No), sång: Stefan Borsch
5. I love you because (instrumental)
6. Så förlåt lilla vän (Tears)
7. I Need Your Love Tonight

## Listplaceringar
| Lista (1981–1982) | Topplacering |
| ----------------- | ------------ |
| Sverige           | 5            |